# Ouled Rechache
Ouled Rechache (în arabă أولاد رشاش) este o comună din provincia Khenchela, Algeria.
Populația comunei este de 24.923 de locuitori (2008).